# Kościół Matki Bożej Zwycięskiej w Valletcie
Kościół Matki Bożej Zwycięskiej (ang. Church of Our Lady of Victory, malt. Knisja tal-Madonna tal-Vitorja) był pierwszym kościołem i prawdopodobnie pierwszym budynkiem ukończonym w Valletcie. W 1566, po zakończeniu Wielkiego Oblężenia Malty 1565 Wielki Mistrz Jean Parisot de Valette i Zakon wykazali zainteresowanie budową kościoła pod wezwaniem Narodzenia Bogurodzicy, jako formą dziękczynienia za zwycięstwo nad Turkami.

## Historia
Kościół został ufundowany jako dar wotywny za zwycięstwo Zakonu Świętego Jana i mieszkańców Malty nad osmańskimi najeźdźcami w dniu 8 września 1565. Został on zbudowany na miejscu, gdzie, jak mówi tradycja, 28 marca 1566 roku odbyła się ceremonia religijna połączona z wmurowaniem kamienia węgielnego nowego miasta Valletta. Kościół został wybrany na pierwszy budynek w mieście, jako forma wyrażenia wdzięczności. W rzeczywistości, nie tylko kościół jest pod wezwaniem Narodzenia Najświętszej Maryi Panny, ale również tytularny obraz znajdujący się za głównym ołtarzem przedstawia narodziny Najświętszej Dziewicy. Budowa kościoła była finansowana z osobistych środków Mistrza Jeana Parisot de Valette i miał on być dziedziczony przez każdego członka rodziny de Valette, który wstąpiłby do Zakonu Świętego Jana. W przypadku jego braku, miał być zarządzany przez władze Zakonu.
22 sierpnia 1568 roku Wielki Mistrz de Valette zmarł. Zgodnie z jego ostatnią wolą, został pochowany w krypcie kościoła. Był pierwszą osobą pochowaną w mieście, które założył. Jednak, kiedy konkatedra św. Jana Chrzciciela została zbudowana, szczątki Wielkiego Mistrza de Valette zostały tam przeniesione.
Kiedy 18 marca 1571 roku Zakon oficjalnie przeniósł swoją siedzibę z Birgu do Valletty, kościół Matki Bożej Zwycięskiej został kościołem zakonnym, aż do 1577 roku, kiedy budowa konkatedry św. Jana została ukończona.

16 lipca 1617 roku kościół został mianowany kościołem parafialnym Zakonu św. Jana, zastępując kościół św. Antoniego Opata w Birgu. Przejął również rolę kościoła św. Antoniego w tradycyjnym błogosławieniu (święceniu) zwierząt, mającym miejsce 17 stycznia – w święto św. Antoniego. Zwierzęta, na czele z końmi ze stajni Wielkiego Mistrza, były gromadzone przed kościołem, gdzie były błogosławione przez kapłana.
W 1699 roku, za rządów Wielkiego Mistrza Ramona Perellos y Roccaful, apsyda kościoła została powiększona. W 1716, Wielki Mistrz Perellos zlecił maltańskiemu artyście Alessio Erardi namalowanie na sklepieniu kościoła scen z życia Najświętszej Dziewicy; praca ta została ukończona w ciągu dwóch lat. W 1752, fasada, zakrystia, dzwonnica i dom proboszcza zostały rozbudowane. Fasada otrzymała wspaniały barokowy wygląd. Nad szczytowym oknem umieszczone jest, wykonane z brązu, popiersie papieża Innocentego XII. W drugiej połowie XVIII wieku, oprócz istniejących ołtarzy św. Jana Chrzciciela oraz św. Pawła, zostały zbudowane dwa inne ołtarze.
W 1837, kościół został mianowany kościołem garnizonowym dla Royal Malta Fencibles (później Royal Malta Artillery) i był używany przez wielu katolickich żołnierzy stacjonujących na wyspie.

Przez lata kościół doświadczył wielu szkód, zarówno w strukturze budynku, jak i w polichromii. 7 kwietnia 1942 sufit kościoła został uszkodzony (szczęśliwie, dach kościoła nie runął) w konsekwencji nalotu Luftwaffe, który zniszczył pobliski budynek Opery Królewskiej.
W roku 2000, National Trust of Malta, Din l-Art Ħelwa, rozpoczął projekt renowacji kościoła. 8 września 2011, Din l-Art Ħelwa został ustanowiony przez rząd Malty opiekunem budynku kościoła. Prace renowacyjne trwają.

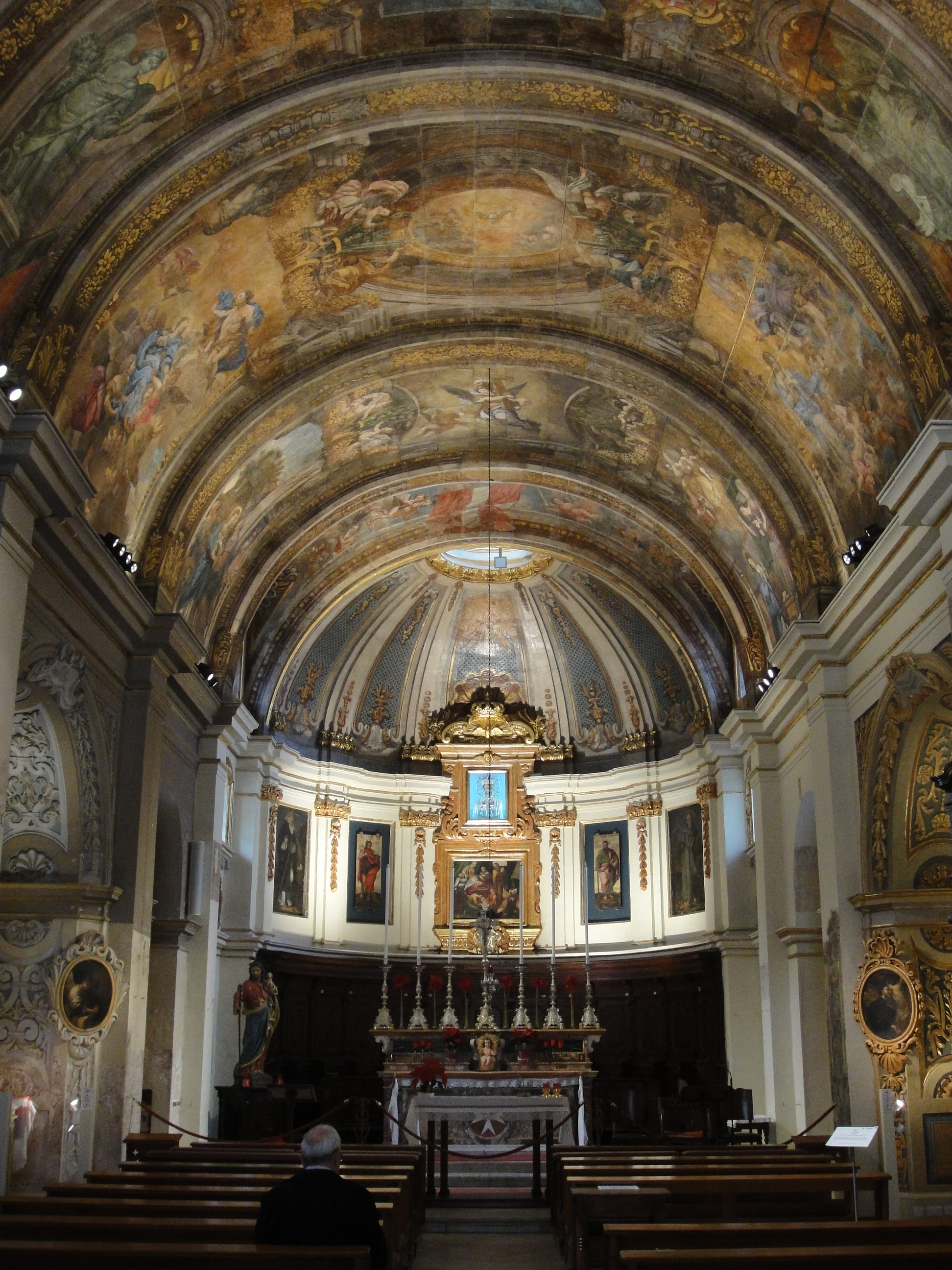
Wnętrze kościoła

## Kościół
Projekt oryginalnego budynku przypisywany jest maltańskiemu inżynierowi i architektowi Gerolamo Cassar, który zaprojektował większość najważniejszych pierwszych budynków w Valletcie. Oryginalny 16-wieczny kościół był prawdopodobnie surowy w wyglądzie, o sklepieniu kolebkowym. Posiadał trzy ołtarze, dwa boczne poświęcone były św. Janowi Chrzcicielowi, patronowi Zakonu oraz św. Pawłowi, głównemu patronowi Malty.
W 1699 budynek kościoła został powiększony do wielkości współczesnej, otrzymując dodatkowo apsydę i trzy ołtarze. Projekt powiększonego kościoła przypisuje się Lorenzo Gafà, maltańskiemu architektowi epoki baroku. W tymże również czasie, pod szczytem fasady kościoła, umieszczone zostało popiersie papieża Innocentego XII, który w latach 1646-1649 był Inkwizytorem na Malcie. Popiersie przypisywane jest słynnemu rzymskiemu rzeźbiarzowi epoki baroku Giuseppe Mazzuoli. Rzeźba będąca współcześnie na fasadzie jest repliką oryginału, który przechowywany jest w Muzeum Sztuk Pięknych w Valletcie.
Kościół został ponownie zmodyfikowany, powiększony i upiększony w 1752, za rządów Wielkiego Mistrza Emmanuela Pinto de Fonseca. Naukowcy są podzieleni, co do autorstwa tych modyfikacji. Dodano wtedy cztery okna połaciowe oraz fasadę, którą dziś oglądamy. Nowe okna miały prawdopodobnie za zadanie dostarczyć naturalne światło, do oświetlenia obrazów na suficie. Ważnym uzupełnieniem było dodanie dzwonnicy, usytuowanej lekko z tyłu budynku.

## Wnętrze kościoła
W kościele znajdują się obrazy i rzeźby, będące prawdziwymi skarbami sztuki.

### Ołtarz główny i apsyda
Ołtarz główny, zachowany do dzisiaj, jest trzecim w tym miejscu. Datę jego powstania określa się na 1752, kiedy dokonano modyfikacji i upiększenia kościoła, pod patronatem Fra Gerolamo Ribas Montelieu, Baliwa Majorki. Jego herb wyrzeźbiony jest w marmurze po obu bokach ołtarza.

Za ołtarzem, w apsydzie, stoją drewniane stalle, ponad którymi znajduje się sześć obrazów o dużym znaczeniu i wartości artystycznej:
- Narodzenie Najświętszej Dziewicy. ourladyofvictory.org.mt. [zarchiwizowane z tego adresu (2018-01-09)]. - obraz tytularny kościoła, w stylu manierystycznym. Wierzy się, że wisiał on już nad ołtarzem w pierwszym kościele (1567)
- Our Lady of Victory. ourladyofvictory.org.mt. [zarchiwizowane z tego adresu (2018-01-09)]. (ikona Matki Boskiej Zwycięskiej) – podarowana kościołowi przez Wielkiego Mistrza Alofa de Wignacourt (1601-1622). Jakkolwiek nie jest to obraz tytularny, jednakże z racji bycia "sercem" kościoła, dał mu jego popularne imię. Obraz, nieznanego pochodzenia i autorstwa, namalowany na miedzianej płycie, przykryty jest misternie wykonaną srebrną koszulką; głowę Najświętszej Panienki otacza korona z 12 srebrnych gwiazd.
- Św. Jan Chrzciciel. ourladyofvictory.org.mt. [zarchiwizowane z tego adresu (2018-01-09)].- obraz z pierwotnego bocznego ołtarza. Umieszczony jest po lewej stronie.
- Św. Paweł - obraz z drugiego pierwotnego bocznego ołtarza. Umieszczony jest po prawej stronie.
- Św. Antoni Opat. ourladyofvictory.org.mt. [zarchiwizowane z tego adresu (2018-01-09)].
- Św. Antoni z Padwy. ourladyofvictory.org.mt. [zarchiwizowane z tego adresu (2018-01-09)]. - obydwa obrazy mają dużą wartość historyczną. Wierzy się, że zostały one przywiezione z Rodos przez Rycerzy w 1530. Oryginalnie znajdowały się w kościele św. Antoniego Opata w Birgu. Kiedy kościół MB Zwycięskiej został kościołem parafialnym Zakonu, zostały one tutaj przewiezione.

Po obu stronach ołtarza znajdują się ozdobne nisze zawierające relikwie. Ponad nimi są zwoje z napisem RELIQIAE SANCTUM.

### Ołtarze boczne
W kościele są cztery ołtarze boczne, po dwa z każdej strony, wykonane w stylu barokowym. Każdy zawiera obraz patrona, któremu jest poświęcony.
- Św. Liboriusza, biskupa Paderborn. ourladyofvictory.org.mt. [zarchiwizowane z tego adresu (2018-01-09)]. - ołtarz po lewej stronie, blisko wejścia do kościoła. Wykonany w 1795 przez Ermenegildo Grecha. Na ołtarzu stoi statuetka przedstawiająca Praskie Dzieciątko Jezus. Została ona podarowana w 2006 przez Rycerzy Świętego Jana z Pragi. Oryginał znajduje się w kościele Karmelitów Bosych w Pradze, zarządzanym przez Rycerzy Maltańskich.
- Św. Jana Ewangelisty. ourladyofvictory.org.mt. [zarchiwizowane z tego adresu (2018-01-09)]. - ołtarz po lewej stronie, bliżej apsydy. Bractwo św. Jana Ewangelisty powstało na Malcie w 1735. Po obu stronach ołtarza znajdują się wspaniałe owalne malowidła: Św. Jakub Większy z Matką Boską z Pilar oraz Anioł Stróż, przypisywane 18-wiecznemu maltańskiemu malarzowi Francesco Zahra (1710-1773).
- Św. Filipa Neri. ourladyofvictory.org.mt. [zarchiwizowane z tego adresu (2018-01-09)]. - ołtarz z 1648, naprzeciw św. Jana Ewangelisty (prawa strona nawy). Zawiera obraz Ekstaza św. Filipa Neri, jest najbardziej dekoracyjnym z ołtarzy, gdyż zbudowany jest z prawdziwego marmuru, kiedy inne są jedynie pomalowane "na marmur". Obok wiszą szafki z wotami dziękczynnymi. Ołtarz również jest obramowany dwoma owalnymi malowidłami: Św. Kamil z Lellis oraz Św. Franciszek de Paola, przypisywanymi bliskiemu uczniowi Francesco Zahra. W ołtarzu tym jest również czczony obraz Madonna z Dzieciątkiem. Ten mały obraz, wspaniałej jakości jest darem Fra Philipa Wolfganga von Gutenberg.
- Św. Jana Bożego. ourladyofvictory.org.mt. [zarchiwizowane z tego adresu (2018-01-09)]. - czwarty boczny ołtarz, na prawo od wejścia. Obraz świętego został podarowany kościołowi w 1745 przez Fra Domenico Xerri, który spopularyzował jego kult. Malowidło posiada szeroką ozdobną ramę. W 1797 św. Jan Boży został patronem tzw. Donats of the Order of St John. Donati są to osoby związane z Zakonem, lecz bez pełnego członkostwa na jakimkolwiek poziomie. Owalny obraz Najświętszego Serca Jezusowego z XIX wieku jest również czczony na tym ołtarzu.

### Obrazy nasklepienne
W 1716, Wielki Mistrz Ramon Perellos y Rocafull zatrudnił maltańskiego artystę Alessio Erardi (ok. 1671-1727) do namalowania na suficie kościoła scen z życia Maryi Panny. Cykl obrazów został wykonany w latach 1716-1717. Współwykonawcą był młody Enrico Regnaut (1692-1764), który został wzięty do pomocy, gdy Erardi dostał zlecenie pomalowania sklepienia w klasztornym kościele św. Urszuli w 1717. Niektóre z detali dekoracyjnych mogą być pędzla mało znanego artysty Cristofano de Lucia.

Sklepienie jest podzielone na sześć pól, rozgraniczonych malowanymi w złocie girlandami. Pola nie są równej szerokości - pierwsze, czwarte i szóste są najwęższe, trzecie i piąte - najszersze, zaś drugie ma szerokość pośrednią. Ten niezwykły asymetryczny układ odzwierciedla etapy rozwoju architektonicznego budynku kościoła. Dwa peryferyjne pola zostały dodane w 1752, i ozdobione prawdopodobnie przez Enrico Regnauta.
- Symbole Zakonu i Wielkiego Mistrza de Valette - pole pierwsze, ponad ołtarzem głównym.
- Nawiedzenie oraz Zwiastowanie - pole drugie, przedstawia sceny obu wydarzeń, rozdzielone aniołem trzymającym krzyż, oraz szarfa z napisem IN HOC SIGNO VINCES (Pod tym znakiem zwyciężysz).
- Wniebowzięcie oraz Koronacja Niepokalanej Dziewicy - pole trzecie, zawiera obie sceny, między którymi, w ozdobnym owalnym polu, przedstawiony jest Duch Święty pod postacią gołębicy.
- Zwycięstwo oraz Dostatek - pole czwarte, w którego zewnętrznych częściach przedstawione są alegorie obu pojęć, między którymi dwa putto-cherubinki, trzymające wieniec z gałązek oliwnych.
- Prezentacja Maryi w Świątyni oraz Prezentacja Dzieciątka Jezus w Świątyni - pole piąte, gdzie obie sceny rozdzielone są (podobnie jak w polu trzecim) aniołami, dzierżącymi naręcza liści palmowych.
- Symbole suwerenności - pole szóste, najbliższe organom. Przedstawione są na nim herby Wielkich Mistrzów Jeana Parisot de Valette oraz Emanuela Pinto. Pomiędzy nimi, w części centralnej pola, w prostokątnej ramie przedstawiony jest symbol słońca - pod którym szarfa z napisem ELECTA UT SOL, oraz księżyca - PULCRA UT LUN. Trzecia szarfa, na ramie, zawiera napis QUASI AURORA CONSURGES. Frazy te pochodzą z Pieśni nad pieśniami (Pnp 6,10)[7] i brzmią:

Kimże jest ta, która świeci z wysoka jak zorza (QUASI AURORA CONSURGES),

piękna jak księżyc (PULCRA UT LUN), jaśniejąca jak słońce (ELECTA UT SOL),

groźna jak zbrojne zastępy?

### Krypta
W posadzce w pobliżu konfesjonału znajduje się wejście do krypty, która jest najstarszą częścią kościoła. Zostało ono odkryte przypadkowo, kiedy w 2008 roku zapadła się w tym miejscu część marmurowej posadzki. Krypta zajmuje obszar pod nawą i głównym ołtarzem, jej sufit jest wsparty na czterech kamiennych łukach. W rogu krypty, naprzeciw wejścia, stoi otwarty kamienny sarkofag, w pobliżu którego znaleziono pozostałości szkieletu. Niezależny ekspert sądowy datował je na II połowę XVI wieku. Krypta nie jest udostępniona do zwiedzania.
Wielki Mistrz de Valette oraz jego następca Pietro del Monte zostali tutaj pochowani. Jednakże w 1579 ich pozostałości zostały przeniesione do konkatedry św. Jana. Są tacy, którzy wierzą, że de Valette spoczął we wzmiankowanym powyżej sarkofagu. Jeśli tak, to sarkofag był prawdopodobnie przykryty marmurową płytą, na której wyryto łacińską inskrypcję-epitafium. Płyta ta jest teraz przymocowana do ściany nad sarkofagiem Wielkiego Mistrza w krypcie w konkatedrze św. Jana.

### Inne dzieła sztuki sakralnej
- Neoklasyczny pomnik nagrobny Wielkiego Admirała Angelo Emo (1731-1792), ostatniego admirała Republiki Weneckiej, który zmarł na Malcie. Jego serce pochowane jest, zgodnie z wolą zmarłego, w kościele MB Zwycięskiej, reszta ciała - w Wenecji. Pomnik, odsłonięty w 1802, jest autorstwa maltańskiego rzeźbiarza Sigismondo (Vincenzo) Dimecha. Pomnik znajduje się po lewej stronie nawy głównej, zaraz po wejściu do kościoła.
- Drewniana procesjonalna figura Chrystusa Dobrego Pasterza (1912).
- Między trzecim i czwartym ołtarzem bocznym (po prawej stronie nawy) znajduje się drewniana ambona wsparta na konfesjonale (stanowią jedną całość)[4].
- Św. Jeremiasz na pustyni. ourladyofvictory.org.mt. [zarchiwizowane z tego adresu (2018-01-09)]. - olejny obraz ze szkoły Mattia Preti, znajdujący się nad drzwiami do zakrystii.
- W dwóch niszach ściennych po obu stronach wejścia znajdują się: statua św. Filipa Neri oraz kompozycja Mater Dolorosa.
- Organy, datowane przed 1790, znajdują się we wnęce na wewnętrznej stronie fasady, nad głównym wejściem.
- Naczynia na wodę święconą, wykonane z białego marmuru, znajdują się po obu stronach wejścia. Nad każdym fantazyjny monogram Najświętszej Panny.
- Na środku kościoła, wkomponowane są w posadzkę cztery wielokolorowe marmurowe płyty nagrobne[4].